# كلانسي سيجال
كلانسي سيجال (بالإنجليزية: Clancy Sigal) (و. 1926 – 2017 م) هو كاتب سيناريو، وروائي، ومدرس أمريكي، ولد في شيكاغو، توفي في لوس أنجلوس، عن عمر يناهز 91 عاماً.

## التعليم
تعلم في جامعة كاليفورنيا، لوس أنجلوس، في تخصص أدب إنجليزي، وتحصل منها على بكالوريوس في الفنون
.

## وصلات خارجية
- كلانسي سيجال على موقع IMDb (الإنجليزية)
- كلانسي سيجال على موقع قاعدة بيانات الأفلام العربية
- كلانسي سيجال على موقع ألو سيني (الفرنسية)
- كلانسي سيجال على موقع أول موفي (الإنجليزية)
- كلانسي سيجال على موقع قاعدة بيانات الأفلام السويدية (السويدية)
- كلانسي سيجال على موقع قاعدة بيانات الفيلم (الإنجليزية)
- كلانسي سيجال على موقع كينوبويسك (الروسية)